# Game Time EP
Game Time EP – pierwszy minialbum brytyjskiego producenta muzycznego Zomboya, wydany 8 sierpnia 2011 za pośrednictwem Beatport i 22 sierpnia na iTunes. Na album składa się sześć utworów, z których dwa są niedostępne do kupienia w żadnym z cyfrowych sklepów.

## Lista utworów
1. "Pirate Hooker" - 3:40
2. "Pump It Up" - 4:56
3. "Organ Donor" - 3:58
4. "Game Time" - 3:56

Utwory dodatkowe
1. "Dirty Disco" - 4:48
2. "P.A.R.T.Y." - 4:18